# Cuauhtémoc (gemeente in Mexico-Stad)
Cuauhtémoc is een gemeente in Mexico-Stad. Cuauhtémoc had 532.553 inwoners in 2015. De gemeente is genoemd naar Cuauhtemoc, de laatste heerser van de Azteken. Cuauhtémoc grenst met de klok mee aan de gemeentes Gustavo A. Madero, Iztacalco, Benito Juárez, Miguel Hidalgo en Azcapotzalco.
Bekende wijken in Cuauhtémoc zijn Condesa, Historisch Centrum (Mexico-Stad), Santa María la Ribera, Tepito, Tlatelolco en Zona Rosa.
In Cuauhtémoc ligt het Historisch Centrum van Mexico-Stad. Onder andere het Zócalo, het Palacio de Bellas Artes, de Paseo de la Reforma, de Zona Rosa, de Torre Mayor, het Museo Nacional de San Carlos en het Plein van de Drie Culturen bevinden zich er. Ook de zetel van de overheid van Mexico-Stad is in Cuauhtémoc gevestigd.